# Konrad Justinger
Konrad Justinger (* vor 1370 wahrscheinlich in Rottweil; † 1438 in Zürich), Stadtschreiber und Chronist von Bern.

## Leben
Justinger stammte vermutlich aus Rottweil und war zusammen mit seinem Bruder Werner spätestens 1390 nach Bern eingewandert. Er erhielt 1391 dort die Bürgerrechte und heiratete nach 1426 Anna Wirz, mit welcher er 1432 in deren Heimatstadt Zürich zog.
Die in der ADB angegebene Tätigkeit Justingers als Stadtschreiber von 1384 bis 1393 sowie von 1411 bis 1416 ist nach neueren Quellen etwas modifiziert zu sehen:

„Ausdrücklich als Stadtschreiber Berns wird J. [Justinger] nur in einer Urkunde von 1400 bezeichnet, ansonsten taucht er als Schreiber (1406–07 als Bauherrenschreiber) und Notar auf. Seine Handschrift erscheint in einer Reihe von Berner Kanzleibüchern, so im Udelbuch von 1390, im Satzungenbuch von 1398, im Freiheitenbuch von 1431 sowie in einer Kopie des Habsburger Urbars nach 1415.“

## Werke
1388 kopierte Justinger eine Lehrschrift zur Zeitrechnung des Strassburger Chronisten Jakob Twinger von Königshofen (Computus novus chirometralis).
Mit einem dem anschliessenden Werk Anonyme Stadtchronik oder Kleine Berner Chronik empfahl sich Konrad Justinger dem Berner Rat als Chronist für den Auftrag zur Berner Chronik, für die er heute bekannt ist:
1420 beschloss der Rat der Stadt, angeregt durch den langjährigen Schultheissen Rudolf Hofmeister,

„daß man der stat Bern vergangene und große sachen, die nemlich treflich nütze und gute zu wissende und zu hörende sint, zusamen bringen und mit der wahrheit zusamen lesen (sollte) usser alten büchren und kroniken, so die wahrheit bewisen, und von underwisung alter gelobsamer lüten, umb daz si und ihr nachkomen wissen mögen der vorgenant ir stat Berne harkomen und gelegenheit.“

Justinger, der kurz zuvor von seinem Amt zurückgetreten war, erhielt den entsprechenden Auftrag. Er benutzte zur Abfassung seines Werkes nach eigenen Angaben „die briefe, so in der stat kisten ligent“, also die Urkunden des städtischen Archivs. Textvergleiche ergeben, dass er ferner die sogenannte Chronica de Berno, also die Einträge im Jahrzeitenbuch des Berner Münsters vom Anfang des 14. Jahrhunderts, und die kleine Narratio conflictus apud Laupen über die Schlacht von Laupen im Jahre 1339 hinzuzog, die ebenfalls noch im 14. Jahrhundert geschrieben worden war.
Justingers Arbeit, welche sich auftragsgemäss bis zum Jahre 1420 und vielleicht auch bloss bis 1417 erstreckte, ist teilweise unzuverlässig in den chronologischen Angaben, zeichnet sich hingegen durch lebendige Erzählung und eine schlichte, aber kräftige Sprache aus. Besonders wertvoll ist die Aufzeichnung einiger historischer Volkslieder.

## Editionen
- E. Stierlin (Hrsg.): Conrad Justingers Berner-Chronik: vom Anfang der Stadt Bern bis in das Jahr 1421. Bern 1819. Internet Archive
- G. Studer (Hrsg.): Die Berner Chronik des Conrad Justinger. Bern 1871. Internet Archive

## Einzelbelege und Anmerkungen
1. 1 2 3  Regula Schmid Keeling: Konrad Justinger. In: Historisches Lexikon der Schweiz.  17. März 2010, abgerufen am 8. Juni 2019.
2. ↑  Jean-François Bergier (siehe Literatur) vermutet sogar, dass Justinger selbst aus Strassburg stammte.
3. 1 2 3  Blösch In: Allgemeine Deutsche Biographie.

| Personendaten    | Personendaten                        |
| ---------------- | ------------------------------------ |
| NAME             | Justinger, Konrad                    |
| ALTERNATIVNAMEN  | Justinger, Conrad                    |
| KURZBESCHREIBUNG | Stadtschreiber und Chronist von Bern |
| GEBURTSDATUM     | 14. Jahrhundert                      |
| STERBEDATUM      | 1438                                 |
| STERBEORT        | Zürich                               |